# Fernandocepheus franzi
Fernandocepheus franzi är en kvalsterart som beskrevs av Sandór Mahunka 1982. Fernandocepheus franzi ingår i släktet Fernandocepheus och familjen Tetracondylidae. Inga underarter finns listade i Catalogue of Life.